# Spengelia sibogae
Spengelia sibogae är en djurart som tillhör fylumet svalgsträngsdjur, och som beskrevs av Spengel 1907. Spengelia sibogae ingår i släktet Spengelia och familjen Spengelidae. Inga underarter finns listade i Catalogue of Life.